# Athysanella longicauda
Athysanella longicauda är en insektsart som beskrevs av Bryan Patrick Beirne 1955. Athysanella longicauda ingår i släktet Athysanella och familjen dvärgstritar. Inga underarter finns listade i Catalogue of Life.